# أليسيدس
أليسيدس (بالبرتغالية: Alcides Araújo Alves) هو لاعب كرة قدم برازيلي في مركز الدفاع، ولد في 13 مارس 1985 في ساو جوزية دو ريو بريتو في البرازيل. شارك مع منتخب البرازيل تحت 20 سنة لكرة القدم. أما مع النوادي، فقد لعب مع أتلتيكو باراناينسي وشالكه 04 ونادي آيندهوفن ونادي بنفيكا ونادي تشيلسي ونادي دنيبرو دنيبروبتروفسك ونادي سانتوس ونادي فيتوريا ونادي فيروفياريا ونادي كريسيوما ونادي ناوتيكو.

## وصلات خارجية
- أليسيدس على موقع الاتحاد الدولي (مؤرشف)  (الإنجليزية)
- أليسيدس على موقع اتحاد أوكرانيا (الإنجليزية)
- أليسيدس على موقع قاعدة بيانات كرة القدم.إي يو (الإنجليزية)
- أليسيدس على موقع Soccerway.com (الإنجليزية)
- أليسيدس على موقع عالم كرة القدم.نت (الإنجليزية)